# Barranc de la Solana
El Barranc de la Solana és un barranc de curta llargària (uns dos quilòmetres) al municipi del Campello. Després de travessar l'autopista AP-7, la carretera N-332 i la línia del Tram Alacant-Dénia desguassa en la cala del Portet. Al sud fita amb el barranc d'Aigües i al nord amb la foia del Caragol. Part del barranc en la zona costanera està ocupat per una urbanització de xalets.